# Mark Draper
Mark Draper (nascido em 11 de novembro de 1970 em Long Eaton, Derbyshire) é um jogador de futebol da Inglaterra.
Atualmente é jogador do Notts County.[carece de fontes?]